# 오만의 국장

오만의 국장

오만의 국장은 1746년에 제정되었다. 엇갈린 채로 놓인 두 개의 장검 위에 오만의 전통적인 단검인 칸자르가 올려진 형태를 하고 있다. 오만의 국장은 주로 오만의 국기와 화폐, 오만 공군기 등에 사용되고 있다.

## 같이 보기
- 오만의 국기